# Kenneth Myers
Kenneth Myers (Norristown, 26 augustus 1896 - 22 september 1974) was een Amerikaans roeier. Hij won bij zijn Olympisch debuut in 1920 de zilveren medaille in de vier-met-stuurman. Acht jaar later nam Myers deel aan de Olympische Zomerspelen 1928 en won de zilveren medaille in de skiff. Tijdens de Olympische Zomerspelen 1932 won hij samen met Garrett Gilmore de olympische titel in de dubbel-twee. Meyers is samen met Paul Costello, John Brendan Kelly en Conn Findlay een van de vier Amerikanen met drie olympische roeimedailles.

## Resultaten
- Olympische Zomerspelen 1920 in Antwerpen  in de vier-met
- Olympische Zomerspelen 1928 in Amsterdam  in de skiff
- Olympische Zomerspelen 1932 in Los Angeles  in de dubbel-twee

1904: John Mulcahy & William Varley ·
1920: Paul Costello & John B. Kelly, Sr. ·
1924: Paul Costello & John B. Kelly, Sr. ·
1928: Paul Costello & Charles McIlvaine ·
1932: Kenneth Myers & Garrett Gilmore ·
1936: Jack Beresford & Leslie Southwood ·
1948: Richard Burnell & Bert Bushnell ·
1952: Tranquilo Cappozzo & Eduardo Guerrero ·
1956: Aleksandr Berkoetov & Joeri Tjoekalov ·
1960: Václav Kozák & Pavel Schmidt ·
1964: Oleg Tjoerin & Boris Doebrovsky ·
1968: Anatoli Sass & Aleksandr Timosjinin ·
1972: Aleksandr Timosjinin & Gennadi Korsjikov ·
1976: Frank Hansen & Alf Hansen ·
1980: Joachim Dreifke & Klaus Kröppelien ·
1984: Bradley Lewis & Paul Enquist ·
1988: Nico Rienks & Ronald Florijn ·
1992: Stephen Hawkins & Peter Antonie ·
1996: Agostino Abbagnale & Davide Tizzano ·
2000: Luka Špik & Iztok Čop ·
2004: Sébastien Vieilledent & Adrien Hardy ·
2008: David Crawshay & Scott Brennan ·
2012: Nathan Cohen & Joseph Sullivan  ·
2016: Martin Sinković & Valent Sinković ·
2020: Hugo Boucheron & Matthieu Androdias  ·
2024: Andrei Cornea & Marian Enache